# Горгоноцефалы

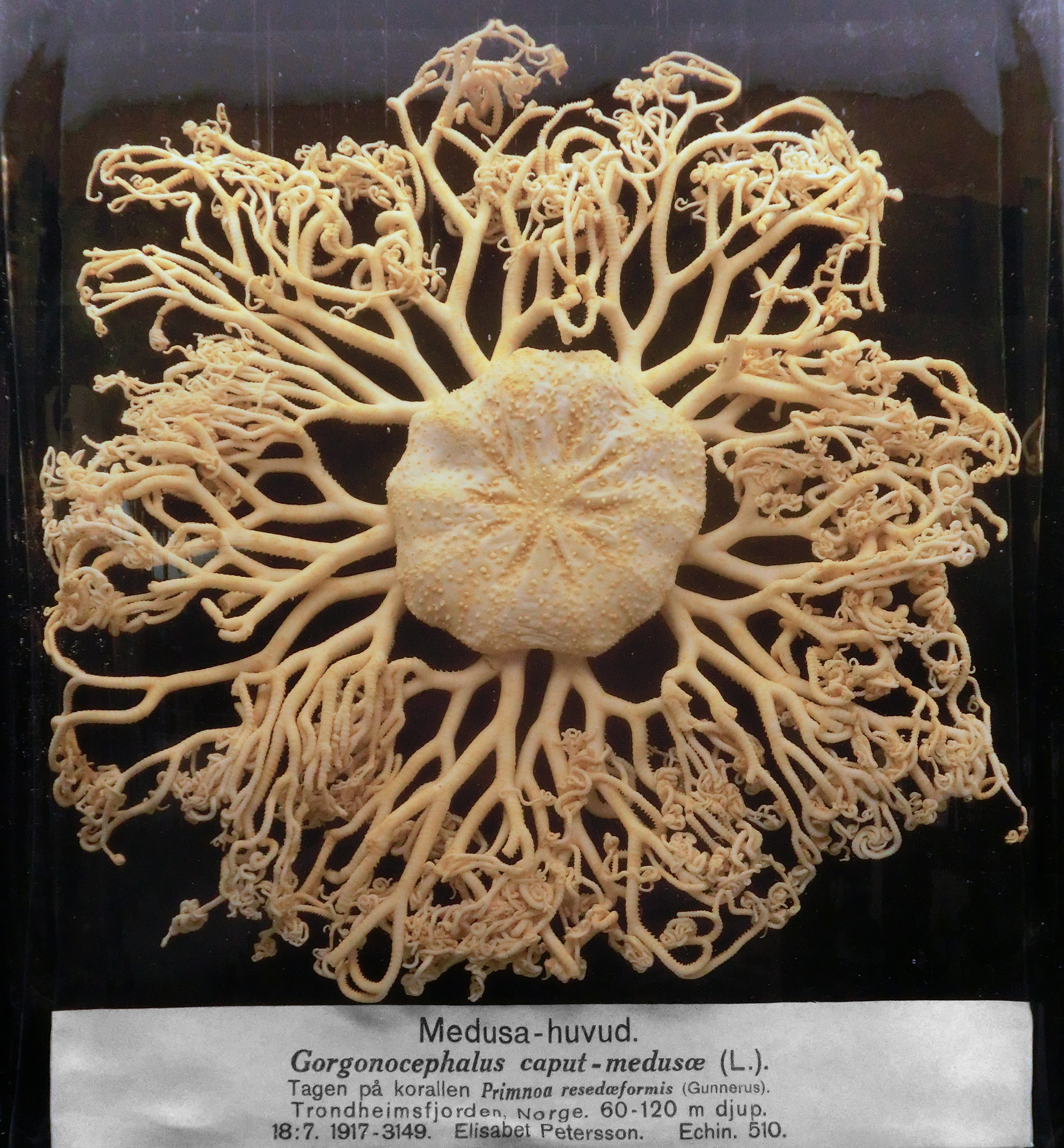
Горгоноцефал G. caputmedusae, Музей естествознания Гётеборга

Горгоноцефалы, или головы горгоны (лат. Gorgonocephalus) — род иглокожих из семейства горгоноцефалид (Gorgonocephalidae) отряда ветвистых офиур (Euryalida).

## Описание
Одни из самых крупных офиур, диаметр диска может достигать 14,3 см (G. eucnemis). От диска отходят 5 многократно дихотомически ветвящихся лучей, очень гибкие и подвижные веточки которых образуют сложное сплетение диаметром до 0,5 м.

## Ареал и места обитания
Обитают главным образом в арктических и бореальных водах обоих полушарий, однако некоторые виды встречаются и в субтропической зоне. Распространены в основном на сублиторали материкового шельфа. Встречаются обычно на каменистых участках дна, омываемых течениями.

## Питание
Питаются мелкими планктонными животными и детритом, которых приносит течением. Добычу улавливают образованной тонкими ветвями лучей ловчей сетью, ориентированной навстречу течению.

## Виды
В роде горгоноцефалов 10 видов:
- Gorgonocephalus arcticus Leach, 1819
- Gorgonocephalus caputmedusae (Linnaeus, 1758)typus
- Gorgonocephalus chilensis (Philippi, 1858)
- Gorgonocephalus diomedeae Lütken & Mortensen, 1899
- Gorgonocephalus dolichodactylus Döderlein, 1911
- Gorgonocephalus eucnemis (Müller & Troschel, 1842)
- Gorgonocephalus lamarckii (Müller & Troschel, 1842)
- Gorgonocephalus pustulatum (H.L. Clark, 1916)
- Gorgonocephalus sundanus Döderlein, 1927
- Gorgonocephalus tuberosus Döderlein, 1902